# Варзаев, Александр Павлович
Александр Павлович Варзаев (17 февраля 1937, село Учуево-Майдан, Наруксовский район, Горьковская область — 31 января 2022, Калтасинский район, Башкортостан) — тракторист-комбайнёр совхоза «Жанадалинский» Жанадалинского района Актюбинской области, Казахская ССР. Герой Социалистического Труда (1973).

## Биография
Родился в 1937 году в крестьянской семье в селе Учуев-Майдан Наруксовского района (сегодня — Починковский район). После окончания семилетки трудился разнорабочим в местном колхозе. Окончил Починковское училище механизации сельского хозяйства (сегодня — Починковский сельскохозяйственный техникум) по специальности «тракторист-машинист широкого профиля», после которого в 1956 году по комсомольской путёвке отправился в Казахскую ССР для освоения целины. Трудился комбайнёром в совхозе «Жадалинский» Жадалинского района Тургайской области.
В 1957 году намолотил на комбайне С-6 960 тонн зерновых, заняв третье место в социалистическом соревновании среди комбайнёров Тургайской области. С 1961 года — бригадир тракторной бригады, которая под его руководством показывала высокие трудовые результаты и удостоилась в 1964 году почётных званий «Бригада коммунистического труда» и «Бригада высокой культуры земледелия». Был примером для своего коллектива, собирая за смену не менее 117 тонн и ежегодно за жатву 1200—1300 тонн зерновых.
В 1973 году собрал на комбайне СК-4 1360 тонн зерновых. Этот результат стал самым высоким по области. Указом Президиума Верховного Совета СССР от 10 декабря 1973 года удостоен звания Героя Социалистического Труда за «большие успехи, достигнутые во Всесоюзном социалистическом соревновании, и проявленную трудовую доблесть в выполнении принятых обязательств по увеличению производства и продажи государству зерна и других продуктов земледелия в 1973 году» с вручением ордена Ленина и золотой медали «Серп и Молот» (№ 10150).
В последующие годы продолжал демонстрировать высокие трудовые результаты. В 1976 году намолотил 1460 тонн зерновых.
Избирался Тургайского областного и Жадалинского районного Советов депутатов трудящихся.
В 1999 году вместе с семьёй возвратился в родное село Учуев-Майдан. В последние годы своей жизни проживал у сына в Калтасинском район Башкортостана. Умер в январе 2022 года. Похоронен на кладбище районного центра Калтасы.
Награды
- Герой Социалистического Труда
- Орден Ленина
- Орден Трудового Красного Знамени (11.01.1957)
- Орден «Знак Почёта» (03.03.1980)